# J.Malucelli Futebol
El J.Malucelli Futebol S/A fue un club de fútbol brasilero de la ciudad de Curitiba. Fue fundado en 1994.

## Entrenadores
- Picolé (agosto de 2004-?)[3]
- Lio Evaristo (?-diciembre de 2007)[4]
- Sandro Gusso (interino- diciembre de 2007-?)[4]